# Distribució geomètrica
En teoria de probabilitats i estadística, la distribució geomètrica és una de les dues distribucions de probabilitat discretes:
- La distribució de probabilitat del nombre X de les proves de Bernoulli necessitava per obtenir un èxit, recolzada al plató;
- La distribució de probabilitat del nombre Y = X − 1 de fracassos abans del primer èxit, recolzat al plató.

Quina d'aquestes s'anomena distribució geomètrica és una qüestió de convenció i conveniència.
Aquestes dues distribucions geomètriques diferents no s'han de confondre entre si. Sovint, s'adopta el nom de distribució geomètrica desplaçada per a la primera (distribució del nombre X); tanmateix, per evitar ambigüitats, es considera prudent indicar quina es vol, esmentant el suport de manera explícita.
La distribució geomètrica dona la probabilitat que la primera ocurrència d'èxit requereixi k assaigs independents, cadascun amb probabilitat d'èxit p. Si la probabilitat d'èxit en cada assaig és p, aleshores la probabilitat que el k -èssim assaig sigui el primer èxit és
{\displaystyle \Pr(X=k)=(1-p)^{k-1}p}
per k = 1, 2, 3, 4, . . . .
La forma anterior de la distribució geomètrica s'utilitza per modelar el nombre de proves fins al primer èxit inclòs. Per contra, la següent forma de la distribució geomètrica s'utilitza per modelar el nombre de fallades fins al primer èxit:
{\displaystyle \Pr(Y=k)=\Pr(X=k+1)=(1-p)^{k}p}
per k = 0, 1, 2, 3, . . . .
En qualsevol cas, la seqüència de probabilitats és una seqüència geomètrica.
Per exemple, suposem que un dau normal es llança repetidament fins que la primera vegada que apareix un "1". La distribució de probabilitat del nombre de vegades que es llança està recolzada en el conjunt infinit {1,2,3,...} i és una distribució geomètrica amb p=1/6.
La distribució geomètrica es denota per Geo(p) on 0 < p ≤ 1.

## Definicions
Considereu una seqüència d'assaigs, en què cada assaig només té dos resultats possibles (fallit i èxit designats). S'assumeix que la probabilitat d'èxit és la mateixa per a cada assaig. En aquesta seqüència de proves, la distribució geomètrica és útil per modelar el nombre de fracassos abans del primer èxit, ja que l'experiment pot tenir un nombre indefinit de proves fins a l'èxit, a diferència de la distribució binomial que té un nombre determinat de proves. La distribució dona la probabilitat que hi hagi zero fracassos abans del primer èxit, un fracàs abans del primer èxit, dos fracassos abans del primer èxit, etc.